# Phrynosoma blainvillii
El lagarto cornudo del noroeste o lagarto cornudo de San Diego (Phrynosoma blainvillii) es una especie de  reptil de la familia de los lagartos cornudos (Phrynosomatidae). Es nativa de Baja California en México y del sur de California en Estados Unidos. Mide alrededor de 11 cm sin contar la cola. Los cuernos de la cabeza son de tonos rojizos y marrones.